# Lubejki
Lubejki – wieś w Polsce położona w województwie podlaskim, w powiecie białostockim, w gminie Turośń Kościelna.
W latach 1975–1998 miejscowość administracyjnie należała do województwa białostockiego.
Wieś liczy około 100 osób. Dzieci mieszkające w Lubejkach uczęszczają do szkoły w Turośni Kościelnej. 
Wierni kościoła rzymskokatolickiego należą do parafii Świętej Trójcy w Juchnowcu. W Lubejkach znajduje się mały posąg Maryi, przy którym odbywają się modlitwy. 